# Praedatophasma maraisi
Praedatophasma maraisi är en insektsart som beskrevs av Oliver Zompro och Joachim Ulrich Adis 2002. Praedatophasma maraisi ingår i släktet Praedatophasma, ordningen Mantophasmatodea, klassen egentliga insekter, fylumet leddjur och riket djur. Inga underarter finns listade i Catalogue of Life.